# Igor Lewczuk
Igor Lewczuk (Białystok, Polonia, 30 de mayo de 1985) es un futbolista polaco que juega de defensa en el KTS Weszło de la IV Liga de Polonia.

## Carrera
Lewczuk comenzó en las categorías inferiores del Hetman Białystok de su ciudad natal, siendo traspasado al cabo de tres años al Znicz Pruszków de la II Liga de Polonia. Regresaría al cabo de dos años a Białystok, esta vez para jugar en el Jagiellonia de la Ekstraklasa, máxima categoría del fútbol en Polonia. En enero de 2011 se marcharía en condición de cedido al Piast Gliwice. Al año siguiente sería nuevamente cedido por un año completo al Ruch Chorzów en la temporada 2011-12, siendo fichado por dicho club en la temporada siguiente. Disputaría un total de diecinueve partidos con el conjunto de Silesia antes de ser traspasado al Zawisza Bydgoszcz en 2013, conquistando con el Zawisza su segunda Copa de Polonia. Finalmente, el 19 de junio de 2014 se hizo oficial su firma con el Legia de Varsovia, en un contrato de tres años. Finalizada su etapa con el conjunto capitalino, Lewczuk se traslada por primera vez al extranjero para forma parte del Girondins de Burdeos de la Ligue 1 francesa el 31 de agosto de 2016. En el mercado de verano de la temporada 2018-19 sería repescado por el Legia de Varsovia, firmando por el club hasta 2020. El 30 de junio de 2021, después de haber prolongado un año más su contrato con el Legia, finalizó su vinculación con la entidad varsoviana y fichó durante el mercado de verano de la temporada 2021-22 por el Znicz Pruszków de la II Liga.

## Palmarés

### Títulos nacionales
| Título          | Club                  | País    | Año     |
| --------------- | --------------------- | ------- | ------- |
| Copa de Polonia | Jagiellonia Białystok | Polonia | 2009-10 |
| Copa de Polonia | Zawisza Bydgoszcz     | Polonia | 2013-14 |
| Copa de Polonia | Legia de Varsovia     | Polonia | 2014-15 |
| Copa de Polonia | Legia de Varsovia     | Polonia | 2015-16 |
| Ekstraklasa     | Legia de Varsovia     | Polonia | 2015-16 |
| Ekstraklasa     | Legia de Varsovia     | Polonia | 2019-20 |
| Ekstraklasa     | Legia de Varsovia     | Polonia | 2020-21 |